# Henri Pousseur
Henri Pousseur (Malmedy, 23 juni 1929 - Brussel, 6 maart 2009) was een Belgische componist van 'nieuwe muziek'.

## Opleiding en werk als componist
Tijdens zijn muziekstudies aan het conservatorium van Luik en Brussel ontdekt Pousseur het serialisme en de dodecafonische muziek, het twaalftonenstelsel dat toen verspreid raakte. Hij ging vervolgens aan de slag bij de studio voor elektronische muziek van Keulen (1954) en Milaan (1957) en richtte in 1958 de studio van Brussel op. Hij werkte sindsdien samen met de Franse schrijver Michel Butor als librettist. Samen schiepen zij onder meer Votre Faust (1960-1968), Répons (1960-1965), Le procès du jeune chien (1974-1978), La rose des voix (1982), Déclarations d'orages (1989), Les leçons d'enfer (1991) en Le Sablier du Phénix (1993).

## Didactische werkzaamheiden
In 1957 gaf hij les in Darmstadt en vervolgens in Keulen, Bazel en Buffalo (New York). In 1970 keerde hij terug naar België en werd docent compositie en directeur van het Koninklijk Conservatorium Luik. Samen met Pierre Bartholomée stichtte hij het Centre de recherches et de formation musicales de Wallonie. In de jaren 80 vroeg Maurice Fleuret hem om de leiding te nemen van het Institut de pédagogie musicale van Parijs, onderdeel van het IRCAM.

## Composities (selectie)
- Concert, voor piano en orkest (1949)
- Sept Versets des Psaumes de la Pénitence voor vier solo stemmen of gemengd koor (1950)
- Trois Chants sacrés for soprano and string trio (1951)
- Prospection voor drie piano's gestemd in zesden van een toon (1952–53)
- Séismogrammes, elektronische muziek (1954)
- Symphonies à 15 Solistes (1954–55)
- Quintette à la mémoire d'Anton Webern voor klarinet, basklarinet, viool, cello en piano (1955)
- Scambi elektronische muziek (1957)
- Mobile voor twee piano's (1957–58)
- Rimes pour différentes sources sonores voor orkest en tape (1958)
- Madrigal I voor klarinet (1958)
- Ode voor strijkkwartet (1960–61)
- Madrigal II voor 4 vroege instrumenten (fluit, viool, viola da gamba, klavecimbel) (1961)
- Trois Visages à Liège elektronische muziek (1961)
- Caractères voor piano (1961)
- Madrigal III voor klarinet, viool, cello, 2 slagwerkers en piano (1962)
- Votre Faust (1961–68), opera voor vijf acteurs, vier zangers, dertien instrumenten en elektronische muziek, libretto van Michel Butor. Verschillende werken zijn aan deze opera gerelateerd: 
  - Miroir de Votre Faust (Caractères II) voor solo piano en sopraan (1964-65),
  - Jeu de Miroirs de Votre Faust voor piano, sopraan en tape (1964–65)
  - Echos de Votre Faust voor mezzo-sopraan, fluit, cello en piano (1961–69),
  - Parade de Votre Faust voor orkest (1974)
  - Les Ruines de Jéruzona voor gemengd koor en "rhythm section" (1978),
  - La Passion selon Guignol voor versterkt vocaal kwartet en orkest(1981),
  - Aiguillages au carrefour des immortels voor 16 of 17 instrumenten (2002)
  - Il sogno di Leporello: Parade 2 (de Votre Faust) voor orkest (2005)
- Apostrophe et six Réflexions voor piano (1964–66)
- Phonèmes pour Cathy voor mezzo-sopraan solo (1966)
- Couleurs croisées voor groot orkest (1967)
- Mnémosyne monodie solo stem of instrument, of eenstemmig koor (1968)
- Mnémosyne II voor variabele media (1969)
- Les Éphémérides d'Icare 2 voor een solist, concertino en vier instrumentale kwartetten (1970)
- Crosses of Crossed Colors voor vocaal solist, twee tot vijf piano's, zes bandrecorder operators, enz. (1970)
- Paraboles-Mix, elektronische muziek(1972)
- Vue sur les Jardins interdits voor saxofoon kwartet (1973)
- Die Erprobung des Petrus Hebraïcus, kameropera in drie bedrijven, libretto door Léo Wintgens naar Michel Butor (1974). Verscheidene werken hangen hiermee samen:
  - Chroniques berlinoises, piano en strijkkwartet met bariton ad lib. (1975)
  - Chroniques illustrées, groot orkest met bariton ad lib. (1976)
  - Ballade berlinoise voor piano solo (1977)
  - Humeurs du Futur quotidien voor twee stemmen en kamerorkest (1978)
  - Tales and Songs from the Bible of Hell voor vier zangers en elektronische vervorming (1979)
  - Pédigrée voor vrouwenstem en zeven instrumenten (1980)
  - Canines voor stem en piano (1980)
- Flexions IV voor viola solo (1980)
- La Passion selon Guignol voor versterkt vocaal kwartet en orkest(1981)
- La Paganania voor solo viool (1982)
- La Paganania seconda voor solo cello (1982)
- Chroniques canines voor twee piano's en sopraan ad lib (1984)
- Traverser la Forêt (1987)
- Déclarations d'Orage voor voordrager , sopraan, bariton, drie instrumenten (altsaxofoon, tuba, synthesizer), groot orkest en tape (1988–89)
- At Moonlight, Dowland's Shadow passes along Ginkaku-Ji voor shakuhachi, shamisen en koto (1989)
- Leçons d'Enfer muzikaal theater voor 2 acteurs, 3 zangers, 7 instrumenten, tape en elektronica; tekst van Arthur Rimbaud en Michel Butor (1990–91)
- Dichterliebesreigentraum voor sopraan, bariton, twee solo piano's, koor en orkest (1992–93)
- Aquarius-Mémorial (in memoriam Karel Goeyvaerts)"
  - I. Les Litanies d'Icare voor piano (1994)
  - II. Danseurs Gnidiens cherchant la Perle clémentine voor kamerorkest (1998)
  - III. Les Fouilles de Jéruzona voor orkest (1995)
  - IV. Icare au Jardin du Verseau voor piano en kamerorkest (1999)
- La Guirlande de Pierre voor sopraan, bariton en piano (1997)
- Navigations voor harp (2000)
- Seize Paysages planétaires ethno-electroacoustical music (2000)
- Les Icare africains voor solo stemmen, ad lib. koor en orkest (2002)
- Stèle à la mémoire de Pierre Froidebise voor solo klarinet (2009) onvoltooid bij overlijden en voltooid door Jean-Pierre Peuvion

- Biblioteca Nacional de España: XX1404003
- Bibliothèque nationale de France: cb12016999g (data)
- Digitale Bibliotheek voor de Nederlandse Letteren: pous009
- Gemeinsame Normdatei: 118937464
- International Standard Name Identifier: 0000 0001 0857 8198
- Library of Congress Control Number: n80133182
- Nationale Bibliotheek van Letland: 000271571
- MusicBrainz: 9919dfaa-a15c-43f2-ab28-d352ad2f5d40
- Nationale Bibliotheek van Tsjechië: jn20000604489
- Nationale Bibliotheek van Israël: 987007277690905171
- Nederlandse Thesaurus van Auteursnamen: 07096517X
- SNAC: w6253rf7
- Système universitaire de documentation: 028307046
- Union List of Artist Names: 500392008
- Virtual International Authority File: 59094808
- WorldCat: E39PBJhH4ghYHqpx4KdcydpByd